# Buzz Lightyear of Star Command

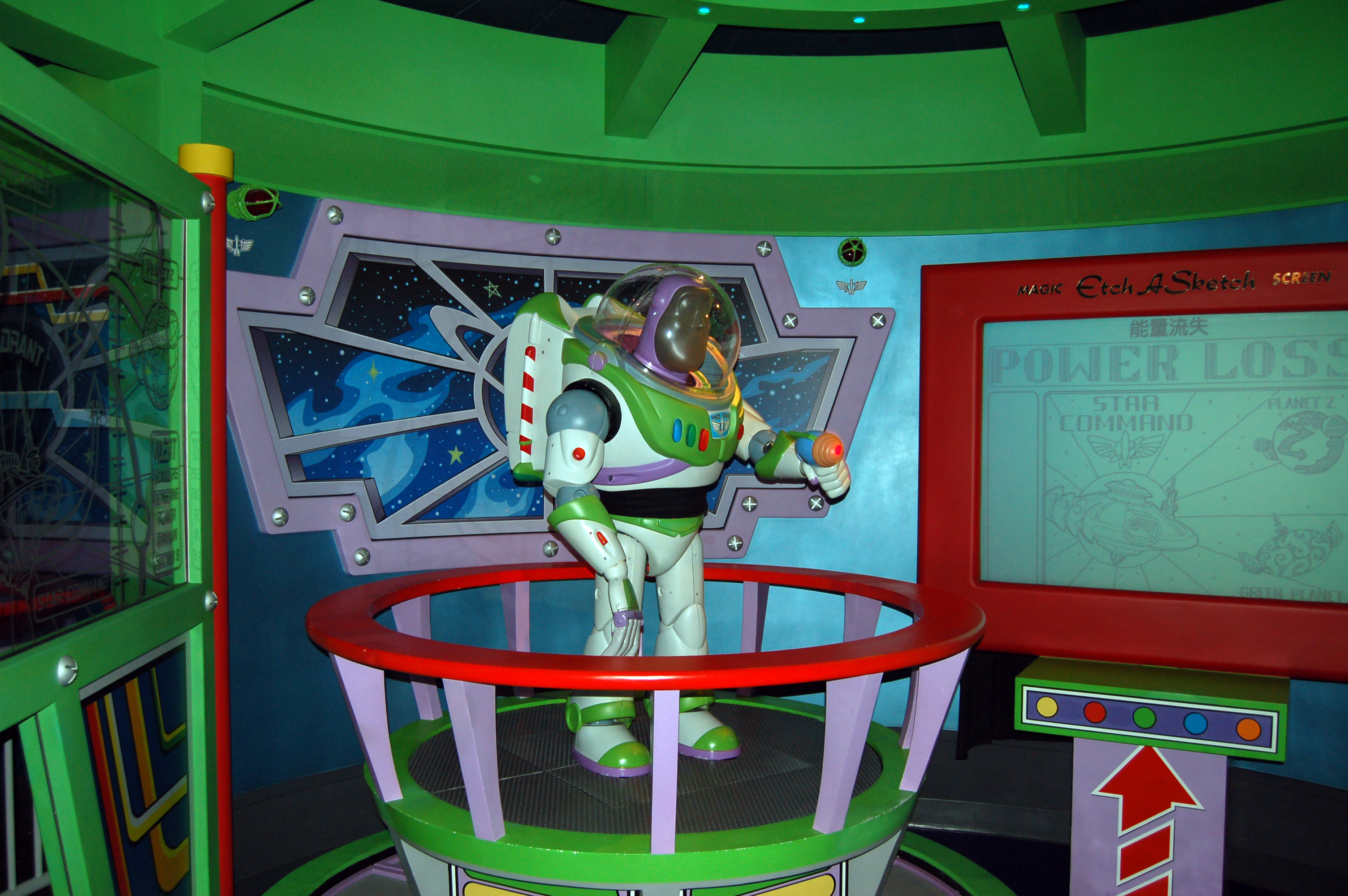
Muñeco de Buzz Lightyear.

Buzz Lightyear of Star Command (conocida como Buzz Lightyear - Guardianes del espacio en España y como Buzz Lightyear, Comando Estelar en Hispanoamérica) es una serie animada estadounidense de ciencia ficción, aventura y comedia producida por Walt Disney Television Animation y una continuación directa de la película Buzz Lightyear of Star Command: The Adventure Begins.
La serie se transmitió originalmente en UPN y ABC entre octubre de 2000 a enero de 2001 como parte de un bloque de programación de Disney de sábado por la mañana. La serie sigue las aventuras del Space Ranger Buzz Lightyear, que se dedica a proteger la galaxia del malvado emperador Zurg y otros villanos galácticos.

## Historia
La serie se sitúa exactamente después de los acontecimientos de la película Buzz Lightyear of Star Command: The Adventure Begins. Ahora el Capitán Lightyear lidera su propio escuadrón: "El Equipo Lightyear" conformado por la Princesa Mira Nova, el guardián robótico experimental XR y el novato primera clase Booster. Ahora, reconocidos por salvar el universo del Malvado Emperador Zurg, son asignados desde labores pequeñas como brindar servicio comunitario, hasta misiones más complicadas como visitar otros planetas de lejanas galaxias ¡E inclusive viajes en el tiempo! Por lo que el equipo Lightyear trata de mantener la paz en la Alianza Galáctica.

## Personajes

### Equipo Lightyear
- Buzz Lightyear: Es el protagonista principal de la serie. El líder del Equipo Lightyear, es famoso y admirado por toda la Alianza Galáctica debido a que sus hazañas heroicas hablan por sí solas por haber salvado al universo del Malvado Emperador Zurg en más de dos ocasiones. En su pasado, fue el mejor estudiante de la academia con un puntaje perfecto y escribió la mitad de las reglas del Comando Estelar. Sin embargo, a pesar de su fama y heroísmo, su disciplina y fuerte creencia de la ley hace que tenga cierta falta de integridad y empatía con los demás, sobre todo en su misma casa en Planeta Capital, ya que solo llega a habitarla pocas veces y en varias ocasiones se olvida donde vive, debido a su entregado y activo servicio al Comando Estelar.

Su voz es interpretada por Patrick Warburton en el doblaje estadounidense, mientras que en América Latina es interpretado José Luis Orozco.        
- Mira Nova: Es la segundo al mando, proveniente del planeta Tangean y heredera al trono tangeriano. Tiene la habilidad natural de hacerse intangible y leer la mente. A diferencia de Buzz, ella piensa antes de actuar y ha llegado a demostrar una admirable estrategia y fortaleza la hora de tomar el mando del equipo, aunque en varias ocasiones sus emociones negativas la invaden debido a que quiere demostrar ser igual de capaz como los otros guardianes. Ella sintió el impulso de ser una guardiana espacial después de que Buzz salvo a su planeta, cuando el Malvado Emperador Zurg envió un Hornet Gigante. Odia que le llamen "princesa" y su padre, el Rey Nova desaprueba que sea una guardiana espacial por temor a que algo pueda ocurrirle, aunque en el fondo la admira y piensa que una princesa guerrera en el trono será el liderazgo perfecto.

Su voz es interpretada por Nicole Sullivan en el doblaje estadounidense, mientras que en América Latina es interpretada por la actriz Cony Madera.  
- XR: Es un guardián robótico experimental creado por los Hombrecitos Verdes para ayudar a Buzz en misiones espaciales después de la "aparente muerte" de Warp Tinieblas. En sus inicios, no tenía emociones y su único objetivo era solo seguir ordenes. Cuando el planeta de los Hombrecitos Verdes fue atacado por Zurg, con el propósito de robar la Unimente, Buzz y XR fueron al rescate, pero la misión fracasó y XR fue destruido por el "Agente Z", por lo que XR fue reconstruido y durante el proceso, nació su personalidad humana: Elegante, alegre y hogareño, a menudo irritablemente infantil para Buzz y Mira. Es el mejor amigo de Booster y tiene la capacidad de reconstruirse así mismo y en su coraza guarda una gran cantidad de armas, lásers, refacciones y provisiones. Considera al Comandante Nébula como su padre, ya que Nébula firmo sin querer una solicitud de vacaciones a los Hombrecitos Verdes como uno de los términos que aprobaba su construcción.

Su voz es interpretada por el comediante Larry Miller y posteriormente por Neil Flyn en el doblaje estadounidense, mientras que en América Latina es interpretado por Moisés Ivan Mora.  
- Booster Sinclair Munchapper: Es un novato primera clase que durante toda su vida aspiro por ser un Guardián Espacial, aunque cuando llegó al Comando Estelar inició como conserje. Sin embargo ascendió a Guardián Espacial tras ayudar a Buzz, Mira y XR a derrotar al Malvado Emperador Zurg durante lo acontecimientos de Buzz Lightyear of Star Command: The Adventure Begins . Es proveniente de Joad, un planeta agrícola. Booster es inocente, de buen corazón y siente una gran admiración por Buzz Ligthyear y lo considera como "el mejor guardián espacial de la historia". Al igual que Buzz, es un fuerte creyente de la ley, por lo que se ha memorizado las reglas al pie de la letra. Tiene una fuerza descomunal y sobre todo un apetito enorme por los vegetales, a menudo su inocencia lo lleva a la ingenuidad que lo ha metido en problemas.

Su voz es interpretada por Stephen Furst en el doblaje estadounidense, mientras que en América Latina es interpretado por el actor humorista Ricardo Hill.

### Villanos
- Malvado Emperador Zurg: El villano principal de la serie. Es el gobernante del Planeta Z archienemigo de Buzz Ligthyear, su principal objetivo es conquistar toda la galaxia y destruir el Comando Estelar en el proceso. Zurg comanda un gran ejército de robots destructores construidos por sus esclavos que están destinados a conquistar planetas. Es considerado por Buzz Lightyear como "el ser más perverso y diabólico del universo" e inclusive otros villanos sienten miedo y respeto por él. Zurg tiene la capacidad de transformar sus brazos en una gran variedad de armas y puede usar sus pies como propulsores y ha demostrado ser un experto en artes marciales. A pesar de su personalidad tan siniestra, ha llegado a ayudar a su mayor enemigo Buzz Lightyear un par de veces para derrotar a amenazas perjudiciales para el universo.

Su voz es interpretada por Wayne Knight en el doblaje estadounidense, mientras que en América Latina es interpretado por el actor Rubén Moya.
- Warp Tinieblas: Es el ex-compañero de Buzz, ya que después de fingir su muerte en la película Buzz Lightyear of Star Command: The Adventure Begins, se descubre que era espía y agente en cubierto de Zurg durante sus días en la Academia con el propósito de estudiar y dar información del Comando Estelar. Anteriormente era el mejor amigo de Buzz y sobre todo su rival, ya que fue conocido por ser el segundo mejor durante sus servicios en el Comando Estelar. Perdió su brazo derecho durante la explosión de la luna cuando fingía su muerte, a consecuencia se le construyo una prótesis de biotecnología avanzada que incluye un poderoso cañón láser. Su personalidad es todo lo contrario a Buzz, arrogante, presumido, ególatra y bastante excéntrico. Sin embargo, Buzz aun lo estima como amigo y procura no arrestarlo debido a que conserva la esperanza de que aun queda bondad en él.

Su voz es interpretada por Diedrich Bader en el doblaje estadounidense, mientras que en América Latina es interpretado por el actor de doblaje Braulio Sosa.
- Torzón: Es un terrorista a sueldo sumamente peligroso conocido por delitos de contrabando, tráfico de armas, incendios y multas de estacionamiento sin pagar. Durante su traslado de prisión, fue secuestrado por Zurg con el propósito de usarlo para vengarse de Buzz Lightyear, tras los acontecimientos de Buzz Lightyear of Star Command: The Adventure Begins y se le implantó en su pecho un dispositivo de separación de células, con la capacidad de crear clones duplicados de él mismo. Sin embargo son muy inestables y débiles, ya que basta de un golpe de láser para destruirlos. Torzón es astuto y un tramposo en el combate cuerpo a cuerpo y siempre anda portando armas de fuego y se la pasa viajando con una motocicleta espacial que actúa a voluntad propia.

Torzón esta fuertemente inspirado al alienígena cazarrecompensas Lobo de DC Comcis, uno de los más grandes enemigos de Superman, ya que también se ha demostrado que Lobo puede crear copias de sí mismo a partir de extremidades desprendidas y tiene una motocicleta que actúa a voluntad propia. Sobre todo, Torzón fue interpretado por Brad Garrett, quien anteriormente interpreto a Lobo en Superman, la serie animada. Su voz en América Latina, fue interpretado por el actor Miguel Ángel Ghigliazza.
- Gravitina: Una villana adinerada aliada de Zurg y dueña de su propio planeta. Ella tiene una enorme cabeza con la capacidad de telequinesis y manipular la gravedad, al punto de provocar terremotos y manipular asteroides para destruir cuerpos celestes. Al principio, Zurg le pagó para destruir el Comando Estelar, controlando asteroides que se dirigirían a la base especial. Gravitina esta enamorada de Buzz y sus objetivos iniciales implican en seducirlo y a pesar de su personalidad tan mezquina, ella realmente no es malvada, ya que solo quiere amor y compañía; debido a que en el pasado, cuando era niña su enorme cabeza fue objeto de burla y eso la llevo a comenzar una nueva carrera de villanía.

Su voz es interpretada por Kerri Kenney-Silve en el doblaje estadounidense, mientras que en América Latina es interpretado por la actriz Rebeca Manríquez.
- XL: Es el predecesor de XR, construido para ser el primer guardián experimental pero fue apagado por los Hombrecitos Verdes por su personalidad tan malvada y archivado en "el expediente secreto XL". Cuando se reactivo accidentalmente en el Comando Estelar, tenía la intención de vengarse del Comandante Nébula y sobre todo de XR, su remplazo. Cuando XL despertó, se reconstruyó así mismo con distintas partes de modelos descontinuados y armas de destrucción masiva. XL tiene una coraza sumamente resistente, en la que los lásers no pueden lastimarlo y su enorme tamaño, sumándole a su fuerza lo hace un oponente sumamente difícil de derrotar. XL es un rebelde inestable, errático e irracional que siempre actúa con fuerza bruta, pero esto es debido a que sus sentimientos de abandono y despreció lo llevaron a ese camino y buscó la mejor manera de verse superior tanto en fuerza y tamaño.

XL parece estar inspirado en el Monstruo de Frankenstein de las películas de Universal, ya que esta construido por distintas partes de robots y tiene un sentimiento de aislamiento, sobre todo tiene tornillos en los extremos del casco. Su voz es interpretada por Bobcat Goldthwait en el doblaje estadounidense, mientras que en América Latina es interpretado por el actor de doblaje Irwin Daayán.
- NOS-4-A2: Es un vampiro de energía creado por Zurg con un único objetivo, destruir a Buzz Lightyear y esta programado para nunca perder una batalla contra él. NOS-4-A2 es un ser completamente malvado y vengativo, su personalidad diabólica y manera de expresarse es completamente idéntica a Zurg. Sus poderes (al igual que los vampiros de las películas) incluye la levitación gravitacional, disparar rayos laser, control mental hacia las máquinas y la teleransportación. Sus objetivos siempre incluyen en atacar a XR, siendo este el más vulnerable de sus ataques y considera a Buzz como una verdadera amenaza debido a que es un luchador formidable.

Zurg reveló que se inspiró en la película muda Nosferatu (1922) para la creación de su malvado asistente, por lo tanto, no es ningún secreto que (en ingles) su nombre sea un juego de palabras con la palabra Nosferatu (Nos-four-ei-tu). Su voz es interpretada por Craig Ferguson en el doblaje estadounidense, mientras que en América Latina es interpretado por el actor Mario Filio.

## Producción
La idea de la película como la serie surgieron a partir de la linea de juguetes de Buzz Lightyear a finales de los años noventa, pero la idea tomo más fuerza durante la gran mercadotecnia anticipada de juguetes Buzz Lightyear para el estreno de Toy Story 2. Según Lee Unkrich, había una escena planeada no hecha durante el desarrollo de Toy Story, con una apertura de acción de Buzz Lighyear en animación tradicional, mostrando que los juguetes de Buzz provenían de una serie animada. Aunque esta idea se descartó y se reciclo más tarde para la escena de apertura de Toy Story 2, pero con el formato de un videojuego.
En enero de 1999, dos meses después del estreno de A Bug's Life, Walt Disney Television Animation y Pixar Animation Studios acordaron producir una serie animada basada en Buzz Lightyear y la secuela Toy Story 2 bajo la intromisión ejecutiva de Michael Eisner en Pixar Animation Studios, ya que se planeó realizar la secuela de Toy Story y la serie animada de Buzz al mismo tiempo, aunque Lee Unkrich y John Lasseter no estaban convencidos de realizar Toy Story 2 o una serie animada, no bajo los términos de Disney. Al mismo tiempo, The Walt Disney Company tenía la intención de que Toy Story 2 fuese una película directa a vídeo distribuida por Walt Disney Televisión Animation, pero John Lasseter convenció a Michael Eisner de estrenar Toy Story 2 en cines, por lo que Toy Story 2 se escribió y se produjo en un total de 9 meses y la película se completo en Septiembre de 1999 para estrenarse en Noviembre de ese mismo año. Mientras tanto, el equipo de Pixar también estaba realizando las escenas de apertura de la serie animada "el cuarto de Andy" y la introducción de la película que fue realizada en 3D, pero Pixar, sobre todo John Lasseter quien tenía una agenda llena durante la realización de Toy Story 2 nunca intervino para el equipo de guionistas o de animación tradicional de la película de Buzz o de su serie animada, salvo Jeff Pidgeon de Pixar, que estuvo involucrado en varios episodios. A la par, la película de Buzz fue escrita y producida por Bob Schooley y Mark McCorkle (los creadores de Kim Possible), pero dirigida por Tad Stones. Aunque Bob Schooley y Mark McCorkle contrataron personal de Walt Disney Japón y Corea del Sur para producirla animación.  
El director del show, Tad Stones, explicó que la caricatura se hizo con mucha sencillez tomando como inspiración, elementos que recordarían a Star Wars, El octavo pasajero y películas de ciencia ficción de clase B de los años 50's ya que su único trabajo era dirigir todos los episodios de manera simultanea y se tenían que hacer de forma rápida para que sirviera para promover los productos Toy Story a inicios de los años 2000. 
John Lasseter tenía una visión diferente a cerca de las aventuras de Buzz Lightyear, estas eran similares al Fantasma del Espacio y Star Trek enfocadas a la acción y viajes en el espacio y no tan sumergida en la comedia como el producto final. Además Lee Unkrich pensó que una serie de animación tradicional se alejaba del trabajo que realiza Pixar: Películas de animación a computadora. Buzz Lightyear: Comando Estelar estuvo destinada a tener únicamente 65 episodios con una sencilla continuidad cronológica, debido a los lineamientos de Walt Disney Television Animation y como cualquier serie de la época realizada por  Walt Disney Television Animation, Buzz Lightyear Comando Estelar termino con un episodio completamente natural, sobre todo porque Disney Television Animation lanzaba los episodios de manera aleatoria dentro y fuera de los Estados Unidos.

## Legado
A pesar de que la serie animada de Buzz Lightyear y su película homónima son productos oficiales de Pixar, estos no son reconocidos como parte del catalogo Pixar, sobre todo por John Lasseter, esto es debido a que la serie y la película de Buzz se hicieron por medio de una intromisión ejecutiva por parte de Disney liderado por Michael Eisner, quien intervino fuertemente en las decisiones de Pixar en parte de producción y durante la realización de Buzz Lightyear Comando Estelar e intentaron hacerlo durante la preproducción de Toy Story 2, debido a que Disney Animation Television quería realizar Toy Story 2 en un formato de animación tradicional directa a vídeo. Ya que John Lasseter tenía la intención de crear el producto a su manera y por lo tanto, no son producciones completamente de Pixar aunque su sello y reconocimiento esta en los créditos iniciales, ya que Pixar solo intervino en las secuencias del inicio de la película y la introducción de la serie.
Independientemente de eso, la película y serie animada han ganado un reconocimiento de culto dentro de los Estados Unidos durante los últimos diez años debido a que fue una serie exclusiva de canales de paga y solo fue vista por un número moderado de seguidores y gracias a internet, tomo mucho más fuerza incrementando el número de seguidores. Esto fue porque después de su ultima transmisión en 2003 en el canal Disney Toon, Buzz Lightyear Comando Estelar no se volvió a transmitir en ningún otro canal dentro de los Estados Unidos. 

### Lightyear (2022)
A finales de diciembre de 2020, Pixar anunció que estaba trabajando en una película individual basada en Buzz Lightyear, en la que nos contaría sus inicios como novato en el Comando Estelar y el actor Chris Evans le daría voz al protagonista y esta cinta se basa en lo que John Lasseter tenía planeado desde un principio con una película individual de Buzz y explorar más allá de su universo de ficción. La película se estrenó en cines estadounidenses el 17 de junio de 2022, siendo un rotundo fracaso.

## Lanzamiento

### América
La película Buzz Lightyear of Star Command: The Adventure Begins y la serie Buzz Lightyear of Star Command impulsaron la venta de productos de Toy Story, la película se lanzó directo a vídeo el día 8 de agosto del año 2000 en Estados Unidos (se desconoce cuanto recaudó), mientras que la serie se estrenó en el bloque Disney's One Too los fines de semana a través de UPN el 2 de octubre del año 2000 y posteriormente se emitió en el bloque Disney Toon de Disney Channel al rededor de 2001 a 2003.
En Latinoamérica tuvo poca difusión y solo podía verse los fines de semana a través de televisión por cable en Disney Channel como en Brásil, aunque si fue transmitida en algunos canales de televisión abierta al rededor de los años 2001 a 2003 como en RCTV Internacional de Venezuela, Caracol Televisión y RCN de Colombia, Canal 4 de El Salvador, RPC de Panamá, Telecadena 7 y 4 de Honduras y un horario de sábados por la mañana en Azteca 7 en México.

### Europa
La serie se vio emitida en Disney Channel Alemania , en Disney Fun de Dinamarca, en Disney Kid de Francia, Disney Toon de Finlandia, Disney Channel de España, Rai 2 y Disney Channel de Italia, en Disney Kids en Portugal, ABC de Polonia,  Disney Channel de Suecia y Suiza y se vio en los canales Net5 y Ketnet de Holanda.

## Episodios

### Temporada 1
- 01	"La Aventura Comienza , Parte 1 "	2 de septiembre de 2000
- 02	"La Aventura Comienza , Parte 2 "	3 de septiembre de 2000
- 03	"La Aventura Comienza , Parte 3 "	4 de septiembre de 2000
- 04	"El Armada De Torque"	            2 de octubre de 2000
- 05	"Gravitina"	                        3 de octubre de 2000
- 06	"XL"	                            4 de octubre de 2000
- 07	"Pequeños Secretos"	                5 de octubre de 2000
- 08	"Trabajo Interno"	                6 de octubre de 2000
- 09	"NOS-4-A2"	                        8 de octubre de 2000
- 10	"El Destructor De Planetas"	        9 de octubre de 2000
- 11	"Las Bestias de Karn"	            10 de octubre de 2000
- 12	"Compañeros de Equipo"	            11 de octubre de 2000
- 13	"The Main Event"	                12 de octubre de 2000
- 14	"El regreso de XL"	                13 de octubre de 2000
- 15	"Invasión Extraña"	                15 de octubre de 2000
- 16	"La obtención de PC-7"	            16 de octubre de 2000
- 17	"Mindwarp"	                        17 de octubre de 2000
- 18	"La Boda de Mira"	                18 de octubre de 2000
- 19	"Pánico en Bathyos"	                19 de octubre de 2000
- 20	"Shiv Katall"	                    20 de octubre de 2000
- 21	"Stress Test"	                    22 de octubre de 2000
- 22	"Un parque zoológico"	            23 de octubre de 2000
- 23	"La Raiz Del Mal"	                24 de octubre de 2000
- 24	"Super Nova"	                    25 de octubre de 2000
- 25	"Descargado"	                    26 de octubre de 2000
- 26	"El Monstruo de Plasma"	            27 de octubre de 2000
- 27	"La Carne Arrastrante"	            29 de octubre de 2000
- 28	"Trabajo Sucio"	                    30 de octubre de 2000
- 29	"El Matador"	                    31 de octubre de 2000
- 30	"El factor Lightyear"	            1 de noviembre de 2000
- 31	"Los Guardianes Clones"	            2 de noviembre de 2000
- 32	"La Fiebre de Bunzel"	            3 de noviembre de 2000
- 33	"Devolutionaries"	                5 de noviembre de 2000
- 34	"La Evaluacion Psiquiatrica"	    6 de noviembre de 2000
- 35	"The Yukari Imprint"                7 de noviembre de 2000
- 36	"El Roba Cuerpos"	                8 de noviembre de 2000
- 37	"Star Crossed"	                    9 de noviembre de 2000
- 38	"La Luna Embrujada"	                10 de noviembre de 2000
- 39	"Invasion Mas Extraña"	            12 de noviembre de 2000
- 40	"Eye of the Tempest"	            13 de noviembre de 2000
- 41	"La venganza de los monstruos"	    14 de noviembre de 2000
- 42	"Lobo Solitario"	                15 de noviembre de 2000
- 43	"Planeta de los Perdidos"	        16 de noviembre de 2000
- 44	"La Venganza de los Raenoks"	    17 de noviembre de 2000
- 45	"El Pensar Estelar"	                19 de noviembre de 2000
- 46	"Insectos Milenarios"	            20 de noviembre de 2000
- 47	"Conspiracion"	                    21 de noviembre de 2000
- 48	"Grande En Un Pequeño Planeta"	    23 de noviembre de 2000
- 49	"Sunquake"	                        24 de noviembre de 2000
- 50	"Primeras Misiones"	                26 de noviembre de 2000
- 51	"Objetivo grande"	                27 de noviembre de 2000
- 52	"La guerra y la paz y la guerra"	29 de noviembre de 2000

### Temporada 2
- 53	"Perdidos en el Tiempo"	            14 de octubre de 2000
- 54	"Novato del Año"	                21 de octubre de 2000
- 55	"Wirewolf"	                        28 de octubre de 2000
- 56	"Rescue Mission"	                4 de noviembre de 2000
- 57	"Star Smasher"	                    11 de noviembre de 2000
- 58	"El enemigo sin rostro"	            18 de noviembre de 2000
- 59	"Good Ol 'Buzz"	                    25 de noviembre de 2000
- 60	"Regreso a Karn"	                2 de diciembre de 2000
- 61	"Trampa de velocidad"	            9 de diciembre de 2000
- 62	"Holiday Time"	                    16 de diciembre de 2000
- 63	"Los opuestos se atraen"	        23 de diciembre de 2000
- 64	"Ancient Evil"	                    6 de enero de 2001
- 65	"42"	                            13 de enero de 2001

## Premios y nominaciones
Premios Daytime Emmy
| Año  | Categoría                              | Director         | Resultado |
| ---- | -------------------------------------- | ---------------- | --------- |
| 2001 | Mejor Edición de Sonido-Clase Especial | Paca Thomas      | Ganador   |
| 2001 | Mejor Edición de Sonido-Clase Especial | Robbi Smith      | Ganador   |
| 2001 | Mejor Edición de Sonido-Clase Especial | Eric Hertsguuard | Ganador   |
| 2001 | Mejor Edición de Sonido-Clase Especial | Otis Van Osten   | Ganador   |
| 2001 | Mejor Edición de Sonido-Clase Especial | Marc S. Perlman  | Ganador   |
| 2001 | Mejor Edición de Sonido-Clase Especial | Brian F. Mars    | Ganador   |
| 2001 | Mejor Edición de Sonido-Clase Especial | Jennifer Mertens | Ganador   |
| 2001 | Mejor Edición de Sonido-Clase Especial | Dominick Certo   | Ganador   |
| 2001 | Mejor Edición de Sonido-Clase Especial | Rick Hammel      | Ganador   |